# Sredgora

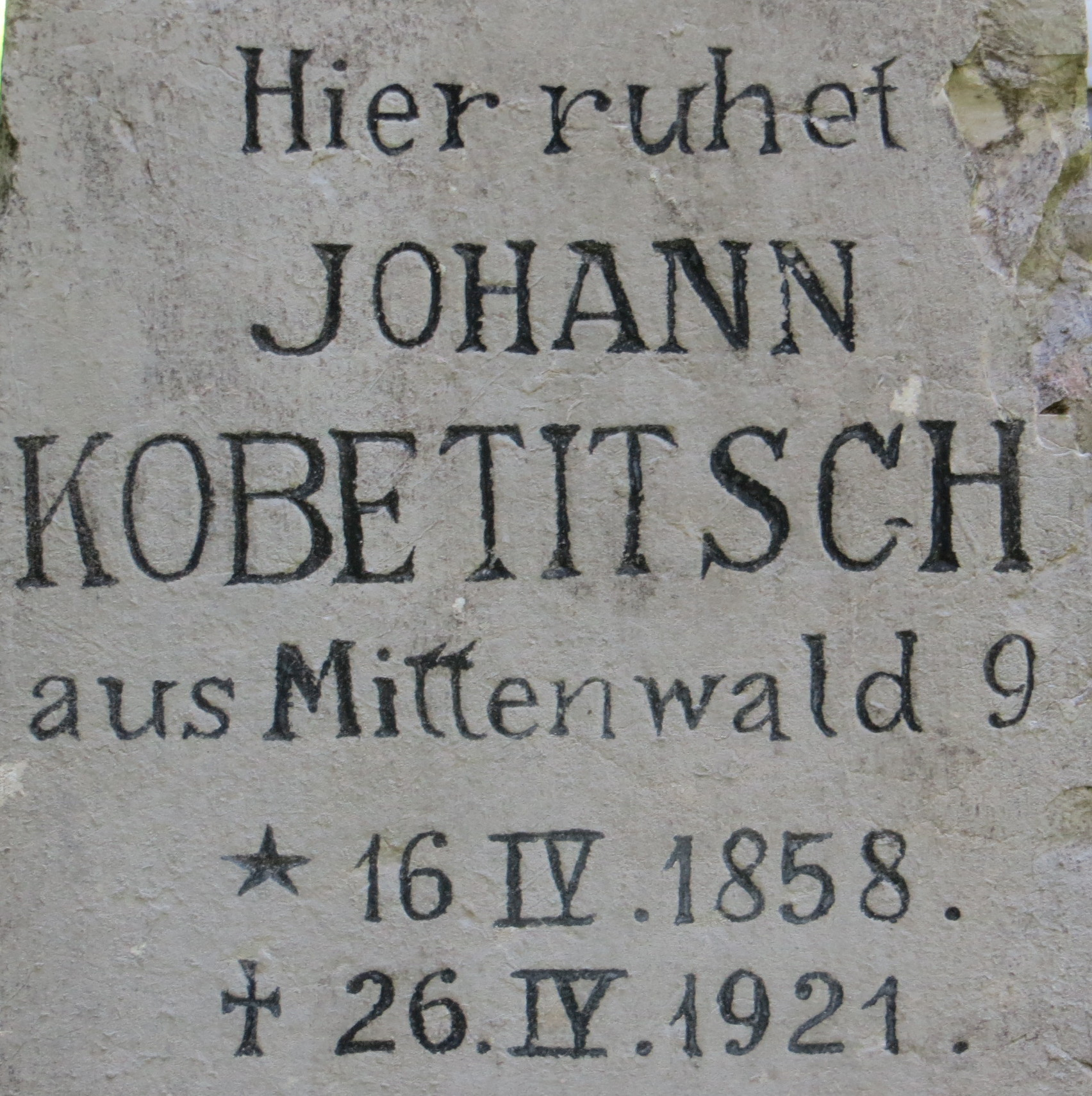
Grabstein mit der Ortsbezeichnung Mittenwald

Sredgora (deutsch: Mittenwald, gottscheerisch: Mittnbold) ist der Name eines verlassenen Gottscheer-Dorfes im Kočevski Rog in der Gemeinde Semič im  Slowenien. Das Gebiet ist Teil der historischen Region Unterkrain. Die Gemeinde gehört heute zur statistischen Region Südostslowenien.
Vom ehemaligen Ort existieren noch Ruinen, insbesondere die des Turms der Kirche St. Maria Magdalena.

## Geschichte
Das Dorf Mittenwald entstand Ende des 17. Jahrhunderts und hatte bis etwa 1880 nur deutschsprachige Bewohner. Im Jahr 1931 lebten in acht Häusern 32 Menschen, davon nur sechs slowenischsprachige. Nach der Umsiedlung der Gottscheer war das Dorf nahezu menschenleer. Ab Herbst 1943 befand sich im Ort eine Abteilung des Slowenischen Zentralen Partisanenkrankenhauses (Slovenska centralna vojno-partizanska bolnišnica – SCVPB) mit Werkstätten und Lagern. Im November drang deutsches Militär gemeinsam mit Domobranzen ins Dorf ein und zündeten es an. Nach Kriegsende lebten hier noch einige Forstarbeiter. Ab 1965 stand der Ort leer.